# This Killing Emptiness
This Killing Emptiness – drugi album projektu Ice Ages, wydany w 2000 roku przez wytwórnię Napalm Records. 
Teksty utworów: Far Gone Light, I Come for You, tytułowego This Killing Emptiness oraz The Denial napisał Grigorii Petrenko (Grom). Autorem pozostałych jest Richard Lederer.
Jako okładka albumu został wykorzystany obraz Zdzisława Beksińskiego.

## Lista utworów
1. Far Gone Light - 5:23
2. Lifeless Sentiments - 5:57
3. The Fiend - 5:10
4. I Come for You - 5:30
5. This Killing Emptiness - 5:30
6. Heartbeat - 5:59
7. The Last Time - 5:22
8. Shades of Former Light - 5:31
9. The Denial - 6:42
10. Lost in Daze - 6:12